# Fences (film)
Pour plus de détails, voir Fiche technique et Distribution.
Fences est un film américano-canadien réalisé par Denzel Washington, sorti en 2016, adaptation de la pièce de théâtre du même nom d'August Wilson, qui fait partie de Pittsburgh Cycle.

## Synopsis
Dans les années 1950, à Pittsburgh, Troy Maxson, ancien joueur de la Negro League de baseball est devenu éboueur. Il vit avec son épouse Rose et son fils cadet Cory dans une maison qu'il a pu acheter avec une partie de l'indemnité de blessure de guerre de son frère Gabriel qui, blessé à la tête, est devenu un handicapé mental qui erre dans le quartier et qui est menacé d'internement. Son fils aîné, Lyons, n'arrive pas à se stabiliser, vivant de petits contrats de musique et devant subir les récriminations de son père.
Très exigeant avec sa famille, Troy reporte sur ses fils les malheurs et les discriminations dont il a été victime avant de trouver un foyer stable avec Rose. Il ne digère toujours pas la non-reconnaissance de sa valeur au baseball, car pour lui sa carrière a été gâchée à cause du racisme et de la ségrégation. Il est particulièrement sévère et exigeant avec son plus jeune fils et, quand un recruteur de football américain lui fait une proposition, Troy refuse qu'il tente sa chance.

## Fiche technique
Sauf indication contraire, les informations mentionnées dans cette section peuvent être confirmées par la base de données cinématographiques IMDb,  présente dans la section « Liens externes ».
- Titre original : Fences
- Réalisation : Denzel Washington
- Scénario : August Wilson, d'après sa pièce de théâtre Fences, avec la participation non créditée de Tony Kushner
- Direction artistique : Karen Gropman et Gregory A. Weimerskirch
- Décors : David Gropman
- Costumes : Sharen Davis
- Photographie : Charlotte Bruus Christensen
- Montage : Hughes Winborne
- Musique : Marcelo Zarvos (en)
- Production : Todd Black, Scott Rudin et Denzel Washington
- Producteurs délégués : Molly Allen, Eli Bush, Jason Cloth, Aaron L. Gilbert, Charles D. King, Kim Roth,
- Sociétés de production : Bron Creative, Scott Rudin Productions et MACRO
- Sociétés de distribution : Paramount Pictures (États-Unis et France)
- Budget : 24 millions de dollars
- Pays de production :  États-Unis,  Canada
- Langue originale : anglais
- Format : couleur
- Genre : drame historique
- Durée : 139 minutes
- Dates de sortie[1] :
  - États-Unis : 16 décembre 2016 (sortie limitée)
  - États-Unis, Canada : 25 décembre 2016
  - France : 22 février 2017 (sortie limitée)

## Distribution
- Denzel Washington (VF : Daniel Lobé) : Troy Maxson
- Viola Davis (VF : Virginie Emane) : Rose Maxson
- Jovan Adepo (VF : Geoffrey Loval) : Cory Maxson
- Stephen Henderson (VF : Frantz Confiac) : Jim Bono
- Mykelti Williamson (VF : Jean-Paul Pitolin) : Gabriel Maxson
- Russell Hornsby (VF : Jean-Michel Vaubien) : Lyons Maxson
- Saniyya Sidney : Raynell Maxson

## Production

### Genèse et développement
Fences est adapté de la pièce de théâtre du même nom d'August Wilson, qui fait partie du Pittsburgh Cycle, œuvre du même auteur, et qui a reçu de nombreuses récompenses dont le Prix Pulitzer de la meilleure œuvre théâtrale en 1987. Denzel Washington est annoncé à la réalisation du film en 2013. Il avait auparavant interprété la pièce et avait obtenu le Tony Award du meilleur acteur en 2010.
Le scénario est développé par August Wilson lui-même, jusqu'à son décès en 2005. Tony Kushner participe également à l'écriture du film, mais n'est pas crédité au générique. Il est cependant crédité au générique sur l'édition française du DVD du film.

### Attribution des rôles
Tout comme Denzel Washington, Viola Davis avait déjà interprété Rose Maxson au théâtre en 2010.
En avril 2016, Mykelti Williamson, Jovan Adepo, Russell Hornsby, Stephen Henderson et Saniyya Sidney rejoignent la distribution. Williamson, Hornsby et Henderson reprennent eux aussi leurs rôles de la version 2010 de la pièce

### Tournage
Le tournage débute en avril 2016 à Pittsburgh et s'achève le 14 juin 2016.

## Distinctions

### Récompenses
- Golden Globes 2017 : Meilleure actrice dans un second rôle pour Viola Davis
- British Academy Film Awards 2017 : Meilleure actrice dans un second rôle pour Viola Davis
- Oscars 2017 : Meilleure actrice dans un second rôle pour Viola Davis

### Nominations
- Oscars 2017 :
  - Meilleur film
  - Meilleur acteur pour Denzel Washington
  - Meilleur scénario adapté